# 方佑
方佑（1418年—1483年），字廷輔，號省庵，直隸安慶府桐城縣人，明朝政治人物。天順丁丑進士，官至廣西桂林府知府。

## 生平
正統十二年（1447年）丁卯科應天鄉試第三十八名舉人。天順元年（1457年）丁丑科會試第二百三十一名，殿試登進士第三甲第一百七十一名。天順四年（1460年）任四川道監察御史，巡按陕西、浙江，天順八年（1464年）巡按廣西。成化二年（1466年）忤权贵，降任湖廣攸縣知縣，在任六年，升廣西桂林府知府，理府事八月余，称病归乡。家居十二年，成化十九年去世，年六十六。

## 家族
曾祖方有道，曾任行人。祖父方法，都司斷事。父方懋。母許氏。侄子方向，成化辛丑進士。